# Liga Femenina de baloncesto
La Liga Femenina, denominada Liga Femenina Endesa por motivos de patrocinio, es la máxima competición de clubes femeninos de baloncesto que se disputa en España. Se disputa anualmente desde 1964. 
Actualmente consta de 16 equipos. Se juega un formato de todos contra todos, clasificándose los 8 primeros para los playoffs de cuartos, semifinales y final al mejor de 3 partidos cada uno. Los 2 últimos clasificados descienden a Liga Femenina Challenge.
El primer clasificado disputa la Euroliga Femenina, jugando otros equipos la Eurocopa Femenina de la FIBA, si bien en los últimos años varios equipos han renunciado a participar en competiciones europeas.
Asimismo los siete primeros equipos clasificados al final de la primera vuelta de la competición y el anfitrión disputan la Copa de la Reina de baloncesto. Además, el título clasifica a la Supercopa de España.
En las temporadas 2022-23, 2023-24 y 2024-25, el Valencia Basket ha sido el equipo que ha ganado la Liga.

## Historial
| Ed.                                        | Temporada                                  | Campeón                                    | Res.                                       | Subcampeón                                 |
| Liga Nacional Femenina de Primera División | Liga Nacional Femenina de Primera División | Liga Nacional Femenina de Primera División | Liga Nacional Femenina de Primera División | Liga Nacional Femenina de Primera División |
| ------------------------------------------ | ------------------------------------------ | ------------------------------------------ | ------------------------------------------ | ------------------------------------------ |
| I                                          | 1964                                       | CREFF Madrid (1)                           | N/A                                        | Medina Madrid                              |
| II                                         | 1965                                       | CREFF Madrid (2)                           | N/A                                        | Indo Barcelona                             |
| III                                        | 1965–66                                    | Medina La Coruña (1)                       | N/A                                        | CREFF Madrid                               |
| IV                                         | 1966–67                                    | CREFF Madrid (3)                           | N/A                                        | Medina La Coruña                           |
| V                                          | 1967–68                                    | CREFF Madrid (4)                           | N/A                                        | Mataró Molfort's                           |
| Campeonato Nacional de Primera Categoría   |                                            |                                            |                                            |                                            |
| VI                                         | 1968–69                                    | CREFF Madrid (5)                           | N/A                                        | Medina La Coruña                           |
| VII                                        | 1969–70                                    | CREFF Madrid (6)                           | N/A                                        | Medina La Coruña                           |
| VIII                                       | 1970–71                                    | CREFF Madrid (7)                           | 50–38                                      | Ignis Mataró                               |
| Primera División Femenina                  |                                            |                                            |                                            |                                            |
| IX                                         | 1971–72                                    | Ignis Mataró (1)                           | N/A                                        | Picadero Damm                              |
| X                                          | 1972–73                                    | Ignis Mataró (2)                           | N/A                                        | Filomatic Picadero                         |
| XI                                         | 1973–74                                    | Ignis Mataró (3)                           | N/A                                        | Celta de Vigo                              |
| XII                                        | 1974–75                                    | Piceff Barcelona (1)                       | N/A                                        | CE Mataró                                  |
| XIII                                       | 1975–76                                    | Evax Picadero (2)                          | N/A                                        | Mataró Famosette                           |
| XIV                                        | 1976–77                                    | Celta de Vigo (1)                          | N/A                                        | Evax Picadero                              |
| XV                                         | 1977–78                                    | Picadero JC (3)                            | N/A                                        | Celta de Vigo                              |
| XVI                                        | 1978–79                                    | Celta de Vigo (2)                          | N/A                                        | Íntima Picadero                            |
| XVII                                       | 1979–80                                    | Íntima Cherry Picadero (4)                 | N/A                                        | Celta de Vigo                              |
| XVIII                                      | 1980–81                                    | Picadero Comansi (5)                       | N/A                                        | Celta Citroën                              |
| XIX                                        | 1981–82                                    | Celta Citroën (3)                          | N/A                                        | Picadero Comansi                           |
| XX                                         | 1982–83                                    | Picadero Comansi (6)                       | N/A                                        | Canoe NC                                   |
| XXI                                        | 1983–84                                    | Canoe NC (1)                               | N/A                                        | Celta Citroën                              |
| XXII                                       | 1984–85                                    | Canoe NC (2)                               | 69–53                                      | Comansi Masnou                             |
| XXIII                                      | 1985–86                                    | Canoe NC (3)                               | 2–1                                        | Sabor d'Abans                              |
| XXIV                                       | 1986–87                                    | Sabor d'Abans (1)                          | 2–1                                        | Arjeriz Xuncas                             |
| XXV                                        | 1987–88                                    | Caixa Tarragona (2)                        | 2–1                                        | Tintoretto Getafe                          |
| XXVI                                       | 1988–89                                    | Caixa Tarragona (3)                        | 2–0                                        | Pizarras Inlusa                            |
| XXVII                                      | 1989–90                                    | Microbank El Masnou (1)                    | 2–0                                        | Tintoretto Getafe                          |
| XXVIII                                     | 1990–91                                    | Dorna Godella (1)                          | N/A                                        | Xerok Vigo                                 |
| XXIX                                       | 1991–92                                    | Dorna Godella (2)                          | 2–0                                        | ADBF Zaragoza                              |
| XXX                                        | 1992–93                                    | Dorna Godella (3)                          | N/A                                        | BEX Argentaria                             |
| XXXI                                       | 1993–94                                    | Dorna Godella (4)                          | N/A                                        | Sandra Gran Canaria                        |
| XXXII                                      | 1994–95                                    | Costa Naranja Godella (5)                  | N/A                                        | Sandra Gran Canaria                        |
| Liga Femenina                              |                                            |                                            |                                            |                                            |
| XXXIII                                     | 1995–96                                    | Costa Naranja Godella(6)                   | 2–0                                        | Halcón Viajes                              |
| XXXIV                                      | 1996–97                                    | Pool Getafe (1)                            | 2–1                                        | Real Canoe                                 |
| XXXV                                       | 1997–98                                    | Pool Getafe (2)                            | 2–1                                        | Banco Simeón                               |
| XXXVI                                      | 1998–99                                    | Celta Banco Simeón (4)                     | 2–0                                        | Salamanca Halcón Viajes                    |
| XXXVII                                     | 1999–00                                    | Celta Banco Simeón (5)                     | 2–1                                        | Sandra Gran Canaria                        |
| XXXVIII                                    | 2000–01                                    | Ros Casares Valencia (1)                   | 3–2                                        | Universitat de Barcelona                   |
| XXXIX                                      | 2001–02                                    | Ros Casares Valencia (2)                   | 3–0                                        | Universitat de Barcelona                   |
| XL                                         | 2002–03                                    | UB - F. C. Barcelona (1)                   | 3–2                                        | Ros Casares Valencia                       |
| XLI                                        | 2003–04                                    | Ros Casares Valencia (3)                   | 3–0                                        | UB - F. C. Barcelona                       |
| XLII                                       | 2004–05                                    | UB - F. C. Barcelona (2)                   | 3–2                                        | Ros Casares Valencia                       |
| XLIII                                      | 2005–06                                    | Perfumerías Avenida (1)                    | 3–1                                        | UB - F. C. Barcelona                       |
| XLIV                                       | 2006–07                                    | Ciudad Ros Casares Valencia (4)            | 3–2                                        | Perfumerías Avenida                        |
| XLV                                        | 2007–08                                    | Ciudad Ros Casares Valencia (5)            | 2–1                                        | Perfumerías Avenida                        |
| XLVI                                       | 2008–09                                    | Ciudad Ros Casares Valencia (6)            | 2–0                                        | Perfumerías Avenida                        |
| XLLVII                                     | 2009–10                                    | Ciudad Ros Casares Valencia (7)            | 2–0                                        | Perfumerías Avenida                        |
| XLVIII                                     | 2010–11                                    | Perfumerías Avenida (2)                    | 2–0                                        | Ciudad Ros Casares Valencia                |
| XLIX                                       | 2011–12                                    | Ciudad Ros Casares Valencia (8)            | 2–0                                        | Perfumerías Avenida                        |
| L                                          | 2012–13                                    | Perfumerías Avenida (3)                    | 2–0                                        | Rivas Ecópolis                             |
| LI                                         | 2013–14                                    | Rivas Ecópolis (1)                         | 2–0                                        | Perfumerías Avenida                        |
| LII                                        | 2014–15                                    | Spar Citylift Girona (1)                   | 2–0                                        | Perfumerías Avenida                        |
| LIII                                       | 2015–16                                    | Perfumerías Avenida (4)                    | 2–1                                        | Spar Citylift Girona                       |
| LIV                                        | 2016–17                                    | Perfumerías Avenida (5)                    | 2–1                                        | Spar Citylift Girona                       |
| LV                                         | 2017–18                                    | Perfumerías Avenida (6)                    | 2–0                                        | Spar Citylift Girona                       |
| LVI                                        | 2018–19                                    | Spar Citylift Girona (2)                   | 2–0                                        | Perfumerías Avenida                        |
| LVII                                       | Cancelada por la Pandemia de COVID-19      | Cancelada por la Pandemia de COVID-19      | Cancelada por la Pandemia de COVID-19      | Cancelada por la Pandemia de COVID-19      |
| LVIII                                      | 2020–21                                    | Perfumerías Avenida (7)                    | 2–1                                        | Valencia Basket Club                       |
| LIX                                        | 2021–22                                    | Perfumerías Avenida (8)                    | 2–0                                        | Valencia Basket Club                       |
| LX                                         | 2022–23                                    | Valencia Basket Club (1)                   | 2–0                                        | Perfumerías Avenida                        |
| LXI                                        | 2023–24                                    | Valencia Basket Club (2)                   | 2–0                                        | Perfumerías Avenida                        |
| LXII                                       | 2024–25                                    | Valencia Basket Club (3)                   | 2–0                                        | Casademont Zaragoza                        |

## Palmarés
Hasta la temporada 2024-25 han sido 16 equipos los que han logrado alcanzar el título de Liga.
| Club                           | Campeonatos | Subcampeonatos | Años Campeón                                   |
| ------------------------------ | ----------- | -------------- | ---------------------------------------------- |
| Club Baloncesto Avenida        | 8           | 12             | 2006, 2011, 2013, 2016, 2017, 2018, 2021, 2022 |
| Ros Casares Valencia           | 8           | 3              | 2001, 2002, 2004, 2007, 2008, 2009, 2010, 2012 |
| CREF Madrid                    | 7           | 1              | 1964, 1965, 1967, 1968, 1969, 1970, 1971       |
| Picadero Jockey Club           | 6           | 5              | 1975, 1976, 1978, 1980, 1981, 1983             |
| Club Bàsquet Godella           | 6           | –              | 1991, 1992, 1993, 1994, 1995, 1996             |
| Celta Vigo (RC Celta/CD Bosco) | 5           | 6              | 1977, 1979, 1982, 1999, 2000                   |
| Club Esportiu Mataró           | 3           | 4              | 1972, 1973, 1974                               |
| Valencia Basket Club           | 3           | 2              | 2023, 2024, 2025                               |
| Real Canoe Natación Club       | 3           | 2              | 1984, 1985, 1986                               |
| CB Cantaires Tortosa           | 3           | 1              | 1987, 1988, 1989                               |
| CBF Universitari de Barcelona  | 2           | 4              | 2003, 2005                                     |
| Uni Girona Club de Bàsquet     | 2           | 3              | 2015, 2019                                     |
| Pro-Getafe CDE                 | 2           | –              | 1997, 1998                                     |
| Medina La Coruña               | 1           | 3              | 1966                                           |
| El Masnou Bàsquetbol           | 1           | 1              | 1990                                           |
| Baloncesto Rivas CDE           | 1           | 1              | 2014                                           |
| CB Islas Canarias              | –           | 3              | –                                              |
| CD Xuncas Lugo                 | –           | 2              | –                                              |
| CD Tintoretto Getafe           | –           | 2              | –                                              |
| Basket Zaragoza 2002           | –           | 1              | –                                              |
| Medina Madrid                  | –           | 1              | –                                              |
| Indo Barcelona                 | –           | 1              | –                                              |
| CB Vigo                        | –           | 1              | –                                              |
| ADBF Zaragoza                  | –           | 1              | –                                              |
| BEX Argentaria                 | –           | 1              | –                                              |

## Líderes estadísticas
| Temporada | Valoración        | PIR   | Puntos            | PPP   | Rebotes           | RPP   | Asistencias         | APP  |
| --------- | ----------------- | ----- | ----------------- | ----- | ----------------- | ----- | ------------------- | ---- |
| 1997–98   | Jovita Jutelytė   | 24.09 | Rosi Sánchez      | 19.91 | Elisabeth Cebrián | 12.82 | Carmen González     | 3.70 |
| 1998–99   | Nieves Anula      | 30.67 | Nieves Anula      | 27.58 | Elisabeth Cebrián | 8.80  | Sandra Gallego      | 3.31 |
| 1999–00   | Brandy Reed       | 25.77 | Brandy Reed       | 25.19 | Pollyanna Johns   | 11.43 | Amaya Valdemoro     | 2.88 |
| 2000–01   | Amaya Valdemoro   | 21.88 | Amaya Valdemoro   | 22.40 | Françoise Meyendo | 10.96 | Raquel Delgado      | 2.72 |
| 2001–02   | Razija Mujanović  | 25.09 | Korie Hlede       | 20.12 | Razija Mujanović  | 10.14 | Yelena Tornikidu    | 3.27 |
| 2002–03   | Yelena Tornikidu  | 25.77 | Shannon Johnson   | 23.12 | Dale Hodges       | 10.96 | María José Alonso   | 4.62 |
| 2003–04   | Tamika Whitmore   | 23.28 | Tamika Whitmore   | 23.00 | Jermisha Dosty    | 10.35 | Nuria Martínez      | 3.35 |
| 2004–05   | Yelena Tornikidu  | 24.88 | Yelena Tornikidu  | 20.68 | Amisha Carter     | 10.31 | Clara Bermejo       | 4.12 |
| 2005–06   | Érika de Souza    | 25.20 | LaToya Thomas     | 19.00 | Érika de Souza    | 12.92 | Sílvia Domínguez    | 4.42 |
| 2006–07   | Marta Fernández   | 22.22 | Kaayla Chones     | 19.08 | Brooke Wyckoff    | 11.62 | Silvia Morales      | 4.62 |
| 2007–08   | Le'coe Willingham | 24.42 | Roneeka Hodges    | 20.19 | Le'coe Willingham | 11.04 | Silvia Morales      | 5.00 |
| 2008–09   | Sancho Lyttle     | 27.39 | Shay Murphy       | 20.73 | Sancho Lyttle     | 11.56 | Sílvia Domínguez    | 4.08 |
| 2009–10   | Sancho Lyttle     | 26.92 | Shay Murphy       | 21.12 | Sancho Lyttle     | 10.68 | Clara Bermejo       | 3.88 |
| 2010–11   | Shay Murphy       | 23.54 | Shay Murphy       | 25.58 | Courtney Paris    | 8.77  | Paola Ferrari       | 4.15 |
| 2011–12   | Angelica Robinson | 21.00 | D'Andra Moss      | 20.15 | Angelica Robinson | 11.15 | Lorena Infante      | 5.42 |
| 2012–13   | Vanessa Blé       | 21.40 | Bernice Mosby     | 19.27 | Vanessa Blé       | 11.30 | Noemí Jordana       | 4.00 |
| 2013–14   | Astou Ndour       | 24.95 | Charde Houston    | 19.64 | Astou Ndour       | 13.23 | Arantxa Gómez       | 6.32 |
| 2014–15   | Ify Ibekwe        | 23.76 | Bernice Mosby     | 19.19 | Samarie Walker    | 11.46 | Noemí Jordana       | 4.69 |
| 2015–16   | Adaora Elonu      | 21.68 | Paola Ferrari     | 19.15 | Talia Caldwell    | 11.30 | Arantxa Gómez       | 5.39 |
| 2016–17   | Nadia Gomes       | 21.84 | Roneeka Hodges    | 16.90 | Julia Forster     | 11.54 | Paola Ferrari       | 5.29 |
| 2017–18   | Shacobia Barbee   | 18.77 | Shayla Cooper     | 19.00 | Vanessa Gidden    | 13.11 | Gaby Ocete          | 5.19 |
| 2018–19   | Mariam Coulibaly  | 17.04 | Ariel Joy Edwards | 17.73 | Mariam Coulibaly  | 10.88 | Anna Gómez Igual    | 6.12 |
| 2019–20   | Tinara Moore      | 18.55 | Tanaya Atkinson   | 19.57 | Vanessa Gidden    | 8.68  | Silvia Domínguez    | 5.64 |
| 2020–21   | Sika Koné         | 21.90 | Markeisha Gatling | 19.70 | Sika Koné         | 11.63 | Aleksandra Stanaćev | 4.90 |
| 2021–22   | Sika Koné         | 20.11 | Tanaya Atkinson   | 16.39 | Sika Koné         | 11.32 | Cristina Ouviña     | 4.65 |
| 2022–23   | Sika Koné         | 27.63 | Sika Koné         | 17.47 | Sika Koné         | 14.17 | Melisa Gretter      | 5.24 |
| 2023–24   | Regan Magarity    | 19.00 | Jade Loville      | 15.71 | Dulcy Fankam      | 10.00 | Melisa Gretter      | 4.43 |
| 2024–25   | Mariam Coulibaly  | 29.04 | Mariam Coulibaly  | 22.04 | Mariam Coulibaly  | 10.79 | Leticia Romero      | 5.42 |